# Шазам! (филм)
Шазам! (енгл. Shazam!) је амерички научнофантастични суперхеројски филм из 2019. године редитеља Дејвида Сандберга, а по сценарију Хенрија Гајдена и филмске приче Хенрија Гајдена и Дарена Лемкеа на основу стрипа Шазам аутора Била Паркера и Чарлса Кларенса Бека. Продуцент филма је Питер Сафран. Музику је компоновао Бенџамин Волфиш. Ово је седми наставак у серији филмова из Ди-Сијевог проширеног универзума.
Насловну улогу тумачи Закари Леви као Вилијам „Били” Бетсон (Шазам), док су у осталим улогама Марк Стронг, Ашер Ејнџел, Џек Дилан Грејзер и Џимон Хансу. Светска премијера филма је одржана 5. априла 2019. у САД.
Буџет филма је износио 100 милиона долара, а зарада 364,6 милиона долара. Наставак, Шазам! Гнев богова, премијерно је приказан 2023. године.

## Радња
Редитељ филма Анабела 2: Стварање зла доноси адаптацију стрипа из ДЦ свемира са Закаријем Левијем у улози нетипичног суперјунака Шазама и Марком Стронгом у улози главног негативца.
Сви имамо суперјунаке у себи, потребно је само мало магије да они изађу. У случају четрнаестогодишњег дечака Билија Бетсона (Ашер Ејнџел) потребно је рећи ШАЗАМ! Њему је древни чаробњак (Џимон Хансу) дао моћ да се по потреби трансформише у одраслог мушкарца с надљудским моћима. Још увек дечак у души, Шазам открива своју одраслу верзију чинећи оно што би сваки тинејџер учинио са супермоћима — забавља се с њим! Може ли летети? Има ли рендгенски вид? Може ли избацити муње из својих руку? Шазам испробава границе својих моћи, али мораће брзо овладати њима како би се борио против смртоносних сила које конролише др Тадеус Сивана (Марк Стронг).

## Улоге
| Глумац            | Улога                         |
| ----------------- | ----------------------------- |
| Закари Леви       | Вилијам „Били” Бетсон / Шазам |
| Ашер Ејнџел       | млади Вилијам „Били” Бетсон   |
| Марк Стронг       | др Тадеус Сивана              |
| Џек Дилан Грејзер | Фредерик „Фреди” Фриман       |
| Џимон Хансу       | чаробњак Шазам                |